# Лавандова олія

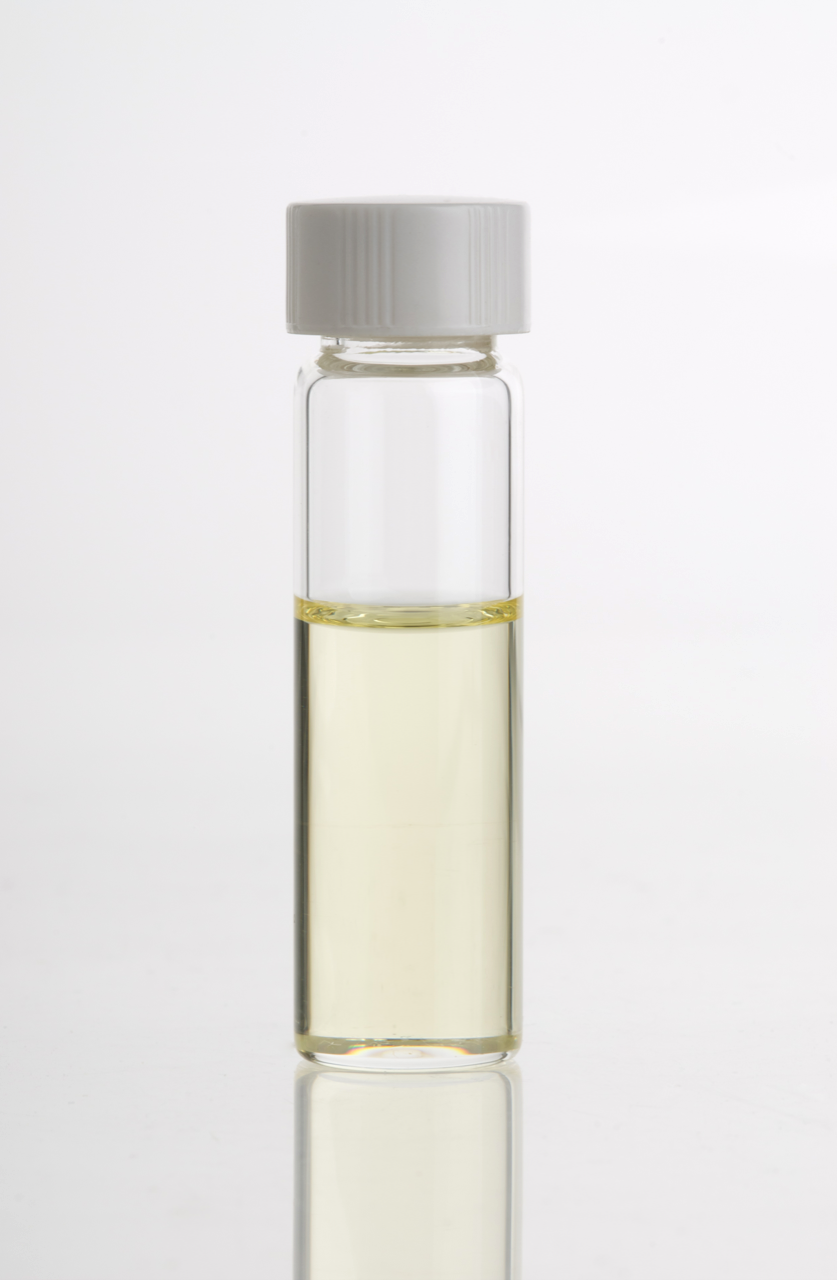
Лавандова олія

Лава́ндова олі́я — ефірна олія, яка міститься в квіткових суцвіттях Лаванди вузьколистої (Lavandula angustifolia), виробляється у багатьох країнах Європи, в Канада, США, Росії, Молдові, Україні.

## Властивості
Лавандова олія — рухлива безбарвна або жовто-зелена рідина гіркого смаку, що володіє запахом свіжих квітів лаванди з відтінком деревини.
Розчинна в етанолі (1:3 в 70 % -м).
| tвсп, °C | {\displaystyle {\mbox{d}}_{20}^{20}} | {\displaystyle [{\mbox{n}}]_{\mbox{D}}^{20}} | {\displaystyle [\alpha ]_{\mbox{D}}^{20}} | Кислотне число | ЛД50, г/кг                                |
| -------- | ------------------------------------ | -------------------------------------------- | ----------------------------------------- | -------------- | ----------------------------------------- |
| 64       | 0,877 ÷ 0,896                        | 1,458 ÷ 1,470                                | -3 ÷ -9                                   | не більше 0,8  | > 5 пацюки (перорально), кролі (нашкірно) |

## Хімічний склад
В суміш олії входять ліналоол (30 — 35 %), мирцен, α- і β-оцімен, γ-терпінен, α-пінен, каріофіллен, бергамот, γ- і δ-Кадино, α-куркуми, фарнезен, α-терпінеол, гераніол, нерол, цинеол, нонаналь, камфора та інші компоненти.

## Отримання
Отримують з суцвіть шляхом перегонки з парою, вихід олії 0,78 — 1,1 %.
Основні виробники — Франція, Італія, Болгарія, Молдова, Росія, Україна.

## Застосування
Застосовують як компонент парфумерних композицій, ароматів для мила та косметичних виробів, для отримання (-) — ліналілацетата та (-) — ліналоола.
Керівництва по ароматерапії повідомляють про широкий спектр цілющих властивостей лавандової олії. Воно надає антисептичну, протиопікову, регенеруючу, протизапальну дії. Допомагає зняти почервоніння і лущення шкіри; сприяє загоєнню ран, порізів; запобігає появі лупи; ефективно при педикульозі; заспокоює шкіру після укусів комах.